# Coprinopsis fibrillosa
Coprinopsis fibrillosa är en svampart som först beskrevs av Berk. & Broome, och fick sitt nu gällande namn av Redhead, Vilgalys & Moncalvo 2001. Coprinopsis fibrillosa ingår i släktet Coprinopsis och familjen Psathyrellaceae.   Inga underarter finns listade i Catalogue of Life.